# Commanche 3
Commanche 3 – gra komputerowa firmy Novalogic typu symulatora lotu. Commache 3 to popularna gra jako symulator śmigłowca bojowego. Commanche 3 pozwala na grę jednoosobową jak i gra wieloosobowa. Pilotowanie w Commanche 3 rozpoczyna się od treningu. W grze obowiązują 4 kampanie, z której każda z nich ma 8 misji.
Ciekawą opcją w grze jest Commanche Overview. Pozwala ona poznać dokładnie śmigłowiec gracza poprzez trójwymiarowy model samolotu.